# Beli potok (Martuljek)
Beli potok je gorski potok s koriti, sotesko in slapovi pri Gozdu Martuljku.
Beli potok zbira vode izpod krnice pod Kukovo špico na nadmorski višini 1150–1350 m. V tem zgornjem toku se imenuje tudi Macesnov graben. Čez krniški prag pada voda preko 140 m visoke slapotvorne stopnje v dveh krakih - Skočnikih v sotesko z navpičnimi od 50 do 100 m visokimi stenami. Soteska je dolga 400 m in ima na koncu, na nadmorski višini 940 m, še 15 m visok Slap Belega potoka. Nato se potok pretaka po značilni grapi do nadmorske višine 770 m, ko se v obsežnem vršaju izliva v Savo Dolinko.
Soteska Belega potoka je v naravnem stanju in je brez plezalne opreme neprehodna. 